# Narodi svijeta Š
Narodi svijeta Š
Šapsugi, sebe zovu Шапсыг (Šapsyg), Ostali nazivi: Šapsugi, Шапсуги (ruski)
- Lokacija: krasnovodski kraj, u tuapsinskom distriktu, Adigeja
- Jezik/porijeklo: pripadaju Čerkezima
- Populacija:  3,231 (2002). Godine 1864 glavnina preseljena u Tursku.
- Kultura: Agrikultura, uzgoj goveda i konja, pčelarstvo; muslimani suniti; prije Islama mnogobošci.
- Vanjske poveznice: Шапсуги  Arhivirana inačica izvorne stranice od 18. listopada 2017. (Wayback Machine)

 Šaranci, crnogorsko pleme u Hercegovini
Šišojevići, staqro ime plemena Građani.
Škaraua (Шкарауа), lokalna grupa Abazina; Karačajevo-Čerkezija, Rusija.
Šori, Ostali nazivi: Šorci, Kuznjecki Tatari. Nemaju tradicionalnog imena za sebe, pa se nazivaju po plemenskim imenima Koby, Karga, Ky, Aba, Shor. Шорцы (ruski.
- Lokacija: poglavito Rusija (15,000) na rijakama Kondoma, Mrasu i Tom, nadalje 400 u Uzbekistanu i 200 u Kazahstanu
- Jezik/porijeklo: turski jezik, vjwerojatno turcizirani Opski Ugri i Keti.
- Populacija: 16,652 (1989 census).
- Vanjske poveznice:

Šošoni: Ostali nazivi Shoshoni, Shoshone (engleski).
- Lokacija: Idaho, Utah, Wyoming.
- Jezik/porijeklo: šošonski. Glavna podjela na Sjeverne, Zapadne i Wind River. Komanči su ogranak Wind Rivera
- Populacija:
- Kultura: lovci i sakupljač; dijelom prerijska
- Vanjske poveznice:

Španjolci, ostali nazivi: Kastiljci
- Lokacija: Žive u 53 države, prvenstveno u Španjolskoj (20,552,000), nadalje u: Francuska (729,000), Argentina (522,000), SAD (438,000), Njemačka (409,000), Meksiko (348,000), Brazil (233,000), Švicarska (143,000), Venezuela (82,000), Dominikanska Republika (81,000), Australija (79,000), Kanada (74,000), Italija (57,000), Ujedinjeno Kraljevstvo (48,000), Belgija (44,000), Portugal (41,000), Maroko (33,000), Panama (32,000), Urugvaj (32,000), Andora (26,000), Jemen (24,000),
- Jezik/porijeklo: španjolski (kastiljski), član romanske skupine indoeuropskih jezika. U svijetu ga kao prvi jezik govori 266,000,000 ljudi. Postoji više dijalekata, među kojim i aragonski, koji se ne smije brkati s aragonskim jezikom. Nastali romanizacijom Keltibera i drugih masa na području Kastilje
- Populacija (2007): etničkih Španjolaca bez srodnih grupa 24,145,000.
- Vanjske poveznice:

Šugni, Ostali nazivi: Шугни (ruski), Shughnis, Shugnis (engleski nazivi),
- Lokacija: Pamir, na rijeci Pjandž (Пяндж)), Tadžikistan,  Afganistan,
- Jezik/porijeklo: iranski. Narod Bajuvi s istoimene rijeke možda im je ogranak.
- Populacija: 21,000 (1926)
- Kultura: pastiti, muslimani.
- Vanjske poveznice: The Shugnis

Šveđani. Ostali nazivi:
- Lokacija: poglavito Švedska (8,013,000) i SAD (5,714,000), nadalje: Finska (297,000), Kanada (34,000), Danska (21,000), Norveška (21,000). drugdje manje od 10,000
- Jezik/porijeklo: švedski, germanski narodi
- Populacija (2007): 14,139,000 u 17 država
- Vanjske poveznice: